# جورج بور ريتشاردسون
جورج بور ريتشاردسون (بالإنجليزية: George Burr Richardson)‏ (1872 – 1949) كان جيولوجيًا أمريكيًا بارزًا، شارك في أعمال ميدانية واسعة النطاق ضمن هيئة المسح الجيولوجي الأمريكية (USGS) في عدة ولايات أمريكية، بما في ذلك ألاسكا، وبنسلفانيا، وكاليفورنيا، وتكساس، وكولورادو، ويوتا.

## إسهاماته العلمية
في ولاية تكساس، قام ريتشاردسون بوصف وتسمية 14 تشكيلًا جيولوجيًا، منها 10 تعود للعصور الكمبريّة حتى الطباشيري السفلي، واثنان من العصور الباليوزوية، واثنان من العصور ما قبل الكمبري. شكلت هذه المساهمات في الاستراتيغرافيا أساس جميع الأعمال الطباقية اللاحقة في شمال وغرب تكساس وجنوب شرق نيومكسيكو، وأسهمت في تحديد وتطوير مناطق ذات أهمية اقتصادية كبيرة، رغم وجودها على أعماق تتجاوز 10,000 قدم تحت سطح الأرض.

## الإنتاج العلمي
أدى عمله الميداني والدراسات الطباقية إلى نشر أكثر من 70 مؤلفًا علميًا في مجال الجيولوجيا، ما جعله واحدًا من الأسماء البارزة في البحث الجيولوجي الأمريكي في النصف الأول من القرن العشرين.